# Этрап имени Сапармурата Туркменбаши
Этрап имени Сапармурата Туркменбаши (туркм. Saparmyrat Türkmenbaşy etraby) — этрап в Дашогузском велаяте Туркменистана. Административный центр — город имени Сапармурата Туркменбаши.

## История
Образован в феврале 1975 года как Октябрьский район Ташаузской области Туркменской ССР. В 1992 году Октябрьский район был переименован в этрап имени Сапармурата Туркменбаши и вошёл в состав Дашогузского велаята.